# Madagaskar-dwergkameleon
De Madagaskar-dwergkameleon (Brookesia tuberculata) is een hagedis uit de familie kameleons (Chamaeleonidae).

## Naam en indeling
Het is een van de kortstaartkameleons uit het geslacht Brookesia. De wetenschappelijke naam van de soort werd voor het eerst voorgesteld door François Mocquard in 1894. De soortaanduiding tuberculata betekent vrij vertaald 'geknobbeld'.

## Uiterlijke kenmerken
De lichaamskleur is bruin met lichtere en donkere vlekken. Op het lichaam komen kleine knobbeltjes voor, waaraan de wetenschappelijke naam tuberculata aan te danken is. Het is een van de kleinste kameleons met een lichaamslengte tot 19 millimeter exclusief de staart. De vrouwtjes worden iets groter.

## Verspreiding en habitat
De Madagaskar-dwergkameleon komt endemisch voor in noordelijk Madagaskar.
De habitat bestaat uit de strooisellaag van vochtige tropische en subtropische bossen. 's Nachts wordt geschuild in lagere delen van planten op een hoogte van vijf tot vijftien centimeter boven de bosbodem. De soort is aangetroffen op een hoogte van ongeveer 1000 meter boven zeeniveau.

## Beschermingsstatus
Door de internationale natuurbeschermingsorganisatie IUCN is de beschermingsstatus 'kwetsbaar' toegewezen (Vulnerable of VU).